# Liste der Monuments historiques in Thillois
Die Liste der Monuments historiques in Thillois führt die Monuments historiques in der französischen Gemeinde Thillois auf.

## Liste der Immobilien
| Bezeichnung    | Beschreibung            | Standort                   | Kennzeichnung | Schutzstatus | Datum | Bild           |
| -------------- | ----------------------- | -------------------------- | ------------- | ------------ | ----- | -------------- |
| Kirche St-Loup | aus dem 13. Jahrhundert | Impasse de l’Église (Lage) | PA00078873    | Classé       | 1921  | weitere Bilder |

## Liste der Objekte
| Bezeichnung                        | Beschreibung                                                                       | Standort                     | Kennzeichnung | Schutzstatus    | Datum  | Bild |
| ---------------------------------- | ---------------------------------------------------------------------------------- | ---------------------------- | ------------- | --------------- | ------ | ---- |
| Skulptur Sitzende Madonna mit Kind | Stein, 15. oder 16. Jahrhundert; vermutlich während des Ersten Weltkriegs zerstört | in der Kirche St-Loup (Lage) | PM51001669    | Classé gelöscht | ? 1942 |      |